# (Set This) World Ablaze
(Set This) World Ablaze es el primer álbum en vivo de la banda de metalcore , Killswitch Engage. El DVD es de un show en vivo que fue grabado en el Palladium de Worcester, Massachusetts el 25 de julio de 2005. Incluye temas en vivo de  Killswitch Engage , Alive or Just Breathing y The End of Heartache .
El 4 de agosto de 2006,(Set This) World Ablaze ha sido certificado por Gold y por la Recording Industry Association of America (RIAA).

## lista de temas
Todas las letras escritas por Howard Jones excepto de algunas  († significa que no fueron escritas por Jones).
| (Set This) World Ablaze |                             |          |  |
| N.º                     | Título                      | Duración |  |
| 1.                      | «A Bid Farewell»            | 4:15     |  |
| 2.                      | «Breathe Life»              | 3:23     |  |
| 3.                      | «Fixation on the Darkness†» | 5:29     |  |
| 4.                      | «When Darkness Falls»       | 3:51     |  |
| 5.                      | «Self Revolution†»          | 4:54     |  |
| 6.                      | «The End of Heartache»      | 4:49     |  |
| 7.                      | «Take This Oath»            | 3:40     |  |
| 8.                      | «Numbered Days†»            | 4:51     |  |
| 9.                      | «The Element of One†»       | 4:06     |  |
| 10.                     | «Prelude†»                  | 3:37     |  |
| 11.                     | «Hope Is...»                | 4:25     |  |
| 12.                     | «Life to Lifeless†»         | 3:10     |  |
| 13.                     | «My Last Serenade†»         | 3:51     |  |
| 14.                     | «Rose of Sharyn»            | 6:44     |  |
| 15.                     | «Vide Infra†»               | 3:56     |  |
| 16.                     | «Temple from the Within†»   | 7:24     |  |
| 67:56                   |                             |          |  |

### Videos musicales
1. "Life to Lifeless"
2. "My Last Serenade"
3. "Fixation on the Darkness"
4. "Rose of Sharyn"
5. "The End of Heartache"

## Personal
- Howard Jones – vocals
- Adam Dutkiewicz – guitarra, backing vocals, mixer
- Joel Stroetzel – guitarra
- Mike D'Antonio – bajo, trabajo de arte
- Justin Foley – batería
- Lex Halaby – director, fotografía
- Drew Lavyne – maestro
- Chris Fortin – ingeniero
- Wayne Krupa – ingeniero